# Ricardo Buitrago
Ricardo Enrique Buitrago Medina (Panama, 10 marzo 1985) è un calciatore panamense, centrocampista del Juan Aurich e della Nazionale panamense.

## Carriera

### Nazionale
Ha esordito in Nazionale nel 2010.
Viene convocato per la Copa América Centenario del 2016.

## Palmarès

### Club

#### Competizioni nazionali
- Segunda División (Spagna): 1

Elche: 2012-2013